# رولف جايجر
رولف جايجر (بالألمانية: Rolf Geiger)‏ (16 أكتوبر 1934 - 29 نوفمبر 2023)، هو لاعب كرة قدم ألماني في مركز الهجوم، شارك في الألعاب الأولمبية الصيفية 1956. وشارك مع منتخب ألمانيا لكرة القدم. أما مع النوادي، فقد لعب مع شتوتغارت كيكرز، ونادي شتوتغارت، ونادي مانتوفا، ومنتخب ألمانيا الوطني لكرة القدم للهواة ‏.

## وصلات خارجية
- رولف جايجر على موقع قاعدة بيانات كرة القدم.إي يو (الإنجليزية)
- رولف جايجر على موقع بيانات كرة القدم. دي إي (الألمانية)
- رولف جايجر على موقع ناشيونال فوتبول تيمز (الإنجليزية)
- رولف جايجر على موقع عالم كرة القدم.نت (الإنجليزية)
- رولف جايجر على موقع أوليمبيديا (الإنجليزية)